# Comuna Hlînsk, Svitlovodsk
Hlînsk (în ucraineană Глинськ) este o comună în raionul Svitlovodsk, regiunea Kirovohrad, Ucraina, formată din satele Arsenivka, Hannivka, Hlînsk (reședința) și Semîhirea.

## Demografie
Componența lingvistică a comunei Hlînsk
     Ucraineană (95,56%)
     Rusă (1,93%)
     Romani (1,78%)
     Alte limbi (0,58%)
Conform recensământului din 2001, majoritatea populației comunei Hlînsk era vorbitoare de ucraineană (95,56%), existând în minoritate și vorbitori de rusă (1,93%) și romani (1,78%).